# Ryder Cup 1995
Ryder Cup 1995 var den 31:a upplagan av matchspelstävlingen i golf som spelas mellan USA och Europa. 1995 års match spelades den 22 - 24 september på Oak Hill Country Club i Rochester, New York, USA. USA var titelförsvarare efter att år 1993 ha vunnit på The Belfry i Wishaw, Warwickshire, England.

## Format
Tävlingen bestod av 28 matcher, fördelade på tre dagar (fredag - söndag) enligt följande:
- Dag 1 Fyra foursome-matcher på förmiddagen, följt av fyra fyrboll-matcher på eftermiddagen
- Dag 2 Fyra foursome-matcher på förmiddagen, följt av fyra fyrboll-matcher på eftermiddagen
- Dag 3 Tolv singelmatcher

En vunnen match ger 1 poäng, medan en oavgjord match ger ½ poäng. Laget som först når 14½ poäng har vunnit. Vid oavgjort 14-14 behåller regerande mästarna (USA) trofén.

## Lagen
De båda lagen använde sig av olika poängsysten för att avgöra vilka 10 spelare som skulle bli direktkvalificerade till laget. Därutöver fick de båda kaptenerna, Lanny Wadkins och Bernard Gallacher, välja ytterligare två spelare var för att göra lagen kompletta.
| USA Kapten: Lanny Wadkins      |               |
| Namn                           | Världsranking |
| Corey Pavin                    | 7             |
| Tom Lehman                     | 12            |
| Davis Love III                 | 19            |
| Loren Roberts                  | 20            |
| Peter Jacobsen                 | 21            |
| Phil Mickelson                 | 24            |
| Ben Crenshaw                   | 25            |
| Jay Haas                       | 29            |
| Jeff Maggert                   | 30            |
| Brad Faxon                     | 31            |
| Fred Couples (kaptenens val)   | 8             |
| Curtis Strange (kaptenens val) | 61            |

| Europa Kapten: Bernard Gallacher |               |
| Namn                             | Världsranking |
| Bernhard Langer                  | 5             |
| Colin Montgomerie                | 6             |
| Seve Ballesteros                 | 15            |
| Sam Torrance                     | 17            |
| Costantino Rocca                 | 28            |
| Mark James                       | 57            |
| David Gilford                    | 58            |
| Per-Ulrik Johansson              | 70            |
| Howard Clark                     | 73            |
| Philip Walton                    | 108           |
| Nick Faldo (kaptenens val)       | 4             |
| Ian Woosnam (kaptenens val)      | 26            |

Spelarnas ranking per den 17 september 1995.

## Resultat

### Dag 1
| Foursomes                   | Foursomes | Foursomes | Foursomes | Foursomes                           |
| --------------------------- | --------- | --------- | --------- | ----------------------------------- |
| Corey Pavin Tom Lehman      | 1 upp     |           |           | Nick Faldo Colin Montgomerie        |
| Jay Haas Fred Couples       |           |           | 3 & 2     | Sam Torrance Costantino Rocca       |
| Davis Love III Jeff Maggert | 4 & 3     |           |           | Howard Clark Mark James             |
| Ben Crenshaw Curtis Strange |           |           | 1 upp     | Bernhard Langer Per-Ulrik Johansson |

| Fyrbollar                   | Fyrbollar | Fyrbollar | Fyrbollar | Fyrbollar                           |
| --------------------------- | --------- | --------- | --------- | ----------------------------------- |
| Brad Faxon Peter Jacobsen   |           |           | 4 & 3     | David Gilford Seve Ballesteros      |
| Jeff Maggert Loren Roberts  | 6 & 5     |           |           | Sam Torrance Costantino Rocca       |
| Fred Couples Davis Love III | 3 & 2     |           |           | Nick Faldo Colin Montgomerie        |
| Corey Pavin Phil Mickelson  | 6 & 4     |           |           | Bernhard Langer Per-Ulrik Johansson |

| Efter första dagen: | \| USA \| 5 \| 3 \| Europa \| |   |        |
| USA                 | 5                             | 3 | Europa |

### Dag 2
| Foursomes                    | Foursomes | Foursomes | Foursomes | Foursomes                     |
| ---------------------------- | --------- | --------- | --------- | ----------------------------- |
| Curtis Strange Jay Haas      |           |           | 4 & 2     | Nick Faldo Colin Montgomerie  |
| Davis Love III Jeff Maggert  |           |           | 6 & 5     | Sam Torrance Costantino Rocca |
| Loren Roberts Peter Jacobsen | 1 upp     |           |           | Ian Woosnam Philip Walton     |
| Corey Pavin Tom Lehman       |           |           | 4 & 3     | Bernhard Langer David Gilford |

| Fyrbollar                   | Fyrbollar | Fyrbollar | Fyrbollar | Fyrbollar                      |
| --------------------------- | --------- | --------- | --------- | ------------------------------ |
| Brad Faxon Fred Couples     | 4 & 2     |           |           | Sam Torrance Colin Montgomerie |
| Davis Love III Ben Crenshaw |           |           | 3 & 2     | Ian Woosnam Costantino Rocca   |
| Jay Haas Phil Mickelson     | 3 & 2     |           |           | Seve Ballesteros David Gilford |
| Corey Pavin Loren Roberts   | 1 upp     |           |           | Nick Faldo Bernhard Langer     |

| Efter andra dagen: | \| USA \| 9 \| 7 \| Europa \| |   |        |
| USA                | 9                             | 7 | Europa |

### Dag 3
| Singlar        | Singlar | Singlar | Singlar | Singlar             |
| -------------- | ------- | ------- | ------- | ------------------- |
| Tom Lehman     | 4 & 3   |         |         | Seve Ballesteros    |
| Peter Jacobsen |         |         | 1 upp   | Howard Clark        |
| Jeff Maggert   |         |         | 4 & 3   | Mark James          |
| Fred Couples   |         | lika    |         | Ian Woosnam         |
| Davis Love III | 3 & 2   |         |         | Costantino Rocca    |
| Brad Faxon     |         |         | 1 upp   | David Gilford       |
| Ben Crenshaw   |         |         | 3 & 1   | Colin Montgomerie   |
| Curtis Strange |         |         | 1 upp   | Nick Faldo          |
| Loren Roberts  |         |         | 2 & 1   | Sam Torrance        |
| Corey Pavin    | 3 & 2   |         |         | Bernhard Langer     |
| Jay Haas       |         |         | 1 upp   | Philip Walton       |
| Phil Mickelson | 2 & 1   |         |         | Per-Ulrik Johansson |

| Slutställning: | \| USA \| 13½ \| 14½ \| Europa \| |     |        |
| USA            | 13½                               | 14½ | Europa |

Europa låg under med 7-9 inför sista dagens singlar, och var starkt nederlagstippade, främst med tanke på att singlarna brukar vara de amerikanska spelarnas starkaste gren. Européerna tog dock precis de nödvändiga 7½ poängen i singlarna, och vann därmed matchen med minsta möjliga marginal. Segern säkrades av tävlingens lägst rankade spelare, irländaren Philip Walton, trots att denne gjorde bogey på sista hålet i sin match mot Jay Haas.
För första gången gjordes det två holes-in-one i en och samma Ryder Cup, de kom dessutom med bara några minuters mellanrum under första dagens spel, av italienaren Costantino Rocca och engelsmannen Howard Clark.